# Neaira (Hetäre)
Die Hetäre Neaira (griechisch Νέαιρα Néaira) lebte im 4. Jahrhundert v. Chr. im antiken Griechenland; über ihr genaues Geburts- und Sterbedatum gibt es keine zuverlässigen Angaben. Sie wurde zur Schlüsselfigur mehrerer aufsehenerregender Prozesse, deren Dokumentation ein lebendiges Bild der Lebensumstände von Frauen in den Gesellschaften der griechischen Stadtstaaten vermittelt. Dank einer umfangreichen schriftlichen Überlieferung ist Neaira heute diejenige Prostituierte der Antike, über deren Lebensumstände die meisten Details bekannt sind.

## Leben

### Die frühen Jahre
Neaira wurde vermutlich um das Jahr 400 v. Chr. geboren. Ihre Herkunft ist ungewiss, möglicherweise war sie ein Findelkind oder stammte aus einem der Randgebiete Griechenlands, vielleicht Thrakien. Wohl um 390 wurde sie von Nikarete, einer Bordellwirtin aus Korinth, gekauft. Nikarete betrieb ein „besseres“ Etablissement in Korinth, einer Stadt, die in der Antike für ihre florierende Prostitutionswirtschaft berühmt war. Davon zeugt das in der Literatur überlieferte Verb korinthiazein, das in etwa mit „(herum)huren“ übersetzt werden kann.
Nikarete gab Neaira als ihre Tochter aus und sorgte für die „Ausbildung“ zur Prostituierten. Durch das vorgegebene Verwandtschaftsverhältnis versuchte Nikarete den Preis, den die Kunden zu zahlen hatten, in die Höhe zu treiben: Es war üblich, dass freie Frauen höhere Preise für ihre Dienstleistungen verlangten.
Nach dem Bekunden des griechischen Schriftstellers Apollodoros (der Neaira in seinen Texten allerdings fast ausschließlich negativ entgegentritt) begann sich Neaira schon vor der Pubertät zu verkaufen, was in der Praxis nichts anderes bedeutet, als dass Nikarete sie schon als Kind zur Prostitution zwang. Ihre Ausbildung schloss nicht nur den Umgang mit Männern, sexuelle Praktiken, Körperpflege und Schönheitstipps ein; zum Berufsbild einer Hetäre gehörte es auch, den Kunden bei Symposien intellektuell anregende Gesellschaft zu leisten. Daher hatten sich die jungen Mädchen auch umfangreiche kulturelle Kenntnisse, etwa in den Bereichen Literatur, Kunst und Musik, anzueignen, über die griechische Frauen damals gewöhnlich nicht verfügten.

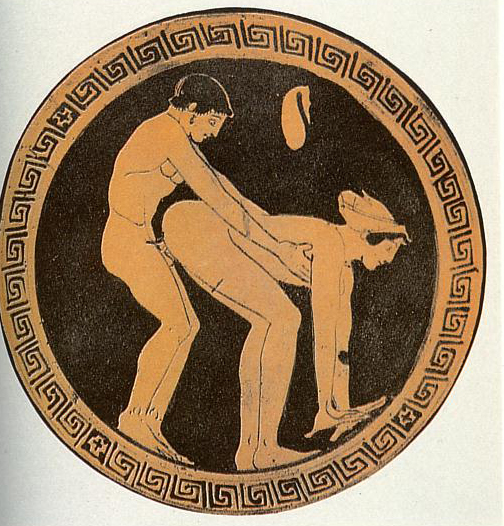
Ein Mann und eine Hetäre (an der Wand hängt eine Geldbörse, die den Charakter dieser Darstellung beschreiben soll) beim Geschlechtsverkehr; Innenbild einer rotfigurigen Trinkschale des Hochzeits-Malers; Privatbesitz, München (um 480–470 v. Chr.)

Neben Neaira lebten im Bordell Nikaretes noch sechs weitere namentlich bekannte Mädchen unterschiedlichen Alters: Metaneira, Anteia, Stratola, Aristokleia, Phila und Isthmias. Wahrscheinlich waren sie alle zu ihrer Zeit sehr prominent. Nach Anteia wurden seinerzeit mehrere Dramen benannt, und der Dichter Philetairos erwähnt in seinem Stück Die Jägerin sogar drei von Nikaretes Mädchen (Neaira, Phila und Isthmias). Die Kundschaft gehörte größtenteils zur besseren Gesellschaft der Zeit. Oft kam sie auch von außerhalb Korinths, da die Stadt dank ihrer günstigen Lage am Isthmus ein Handelszentrum war. Als Kunden sind namentlich Politiker, Sportler, Philosophen und Dichter bekannt, darunter der Dichter Xenokleides und der Schauspieler Hipparchos.
Ein prominenter Gast im Bordell Nikaretes und Stammkunde bei Metaneira war der Redner Lysias. Da sein Geld nur Nikarete zugutekam und er auch seiner Geliebten einen Gefallen erweisen wollte, finanzierte er dieser Mitte der 380er Jahre eine Reise nach Eleusis bei Athen, wo sie auf seine Kosten in den dortigen Mysterienkult eingeführt wurde. Bei dieser Reise nach Athen wurden beide nicht nur von Nikarete, sondern auch von Neaira begleitet. Es war wohl Neairas erster Aufenthalt in der attischen Metropole.
378 v. Chr. kam sie erneut in die Stadt, dieses Mal zu den Panathenäen, wobei sie sich diesmal in der Begleitung ihrer Herrin und ihres eigenen Stammkunden Simos aus Thessalien befand. Letzterer gehörte der bedeutenden thessalischen Familie der Aleuaden an und war Mitte des 4. Jahrhunderts v. Chr. eine Berühmtheit in Griechenland, wenn auch über seinen Status zur Zeit der Reise heute nichts Genaues mehr gesagt werden kann.
Wie die Verbindungen Metaneiras zu Lysias und Neairas zu Simos zeigen, musste eine Verbindung zu Nikaretes Hetären keineswegs ein einmaliges, schnelles Vergnügen sein, sondern konnte zu einer längerfristigen Beziehung werden. Trotzdem kann man sie nicht zur höchsten Klasse der Prostituierten zählen, da sie als Sklavinnen keinerlei Wahlfreiheit in Bezug auf ihre Kundschaft hatten.

### Zwischen Bordell und Freiheit

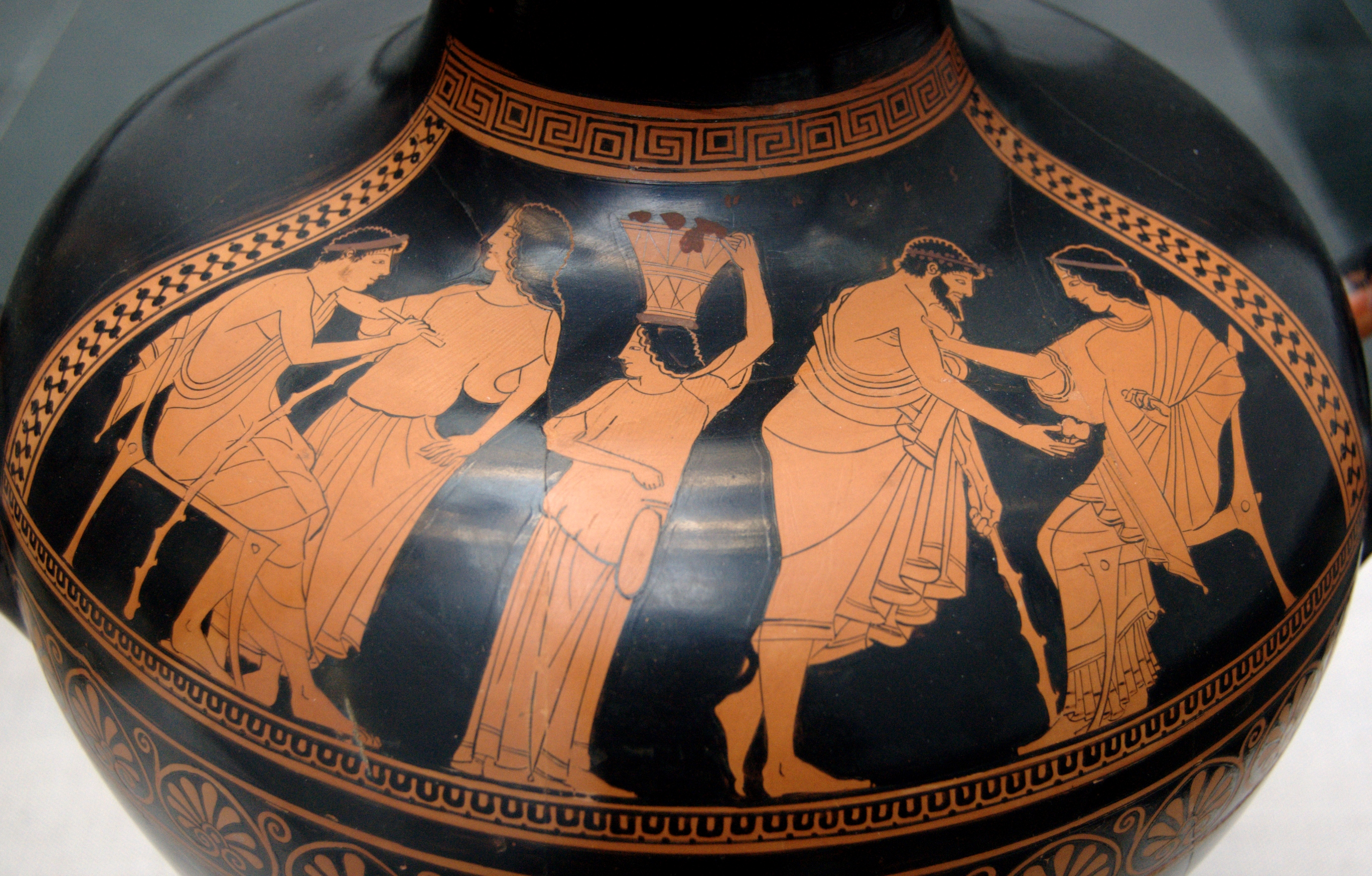
Zwei Männer bei einem Hetärenbesuch; attisch-rotfigurige Hydria des Kleophrades-Malers aus den Staatlichen Antikensammlungen München, Inv. 2427

Die finanziell ergiebigste Zeit für Nikarete waren die Lebensjahre zwischen der Pubertät und dem beginnenden dritten Lebensjahrzehnt ihrer Sklavinnen, danach begann deren Attraktivität für interessierte Kunden zu sinken. Somit kam es Nikarete wohl nicht ungelegen, als Timanoridas aus Korinth und Eukrates aus Leukas wahrscheinlich kurz nach der Reise nach Athen im Jahr 376 v. Chr. Neaira kauften. Sie gehörten wohl zu Neairas Stammkunden und waren der Meinung, dass es für beide auf Dauer preisgünstiger war, wenn sie sich gleich die ganze Frau kauften, auch wenn sich erwies, dass die Transaktion beide noch einmal einen stattlichen Betrag kosten sollte.

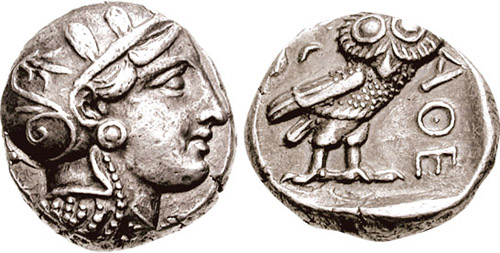
Athenische Tetradrachme aus Athen aus der Zeit der Neaira (etwa 393–355 v. Chr.)

Nikarete forderte nicht weniger als 3000 Drachmen (das Zehnfache des Preises, den ein gelernter Handwerkssklave erzielte, und das fünf- bis sechsfache Jahreseinkommen eines Arbeiters). Obwohl beide damit an ihre finanziellen Grenzen gingen, wurde das Geschäft getätigt. Nun hatte Neaira zwei neue Besitzer, die mit ihr nach Belieben umgehen konnten. Diese Praxis war nichts Ungewöhnliches und ist mehrfach in antiken Quellen bezeugt. Anders als bei anderen ähnlichen Arrangements kam es in diesem Falle jedoch zu keinem Streit zwischen beiden Besitzern.
Nach wohl etwa einem Jahr wollte einer der beiden (oder gar beide) heiraten. Eine Hetäre zu unterhalten war teuer, weshalb nach einem Ausweg gesucht werden musste. Die drei kamen zu der Übereinkunft, dass Neaira sich für 2000 Drachmen freikaufen konnte, wenn sie danach Korinth für immer verließe. Mit Hilfe früherer Kunden, vor allem eines Mannes namens Phrynion, brachte sie das Geld auf und kaufte sich frei. Mit Phrynion ging sie in dessen Heimatstadt Athen, wo das Paar für einige Zeit zusammen lebte.
Phrynion war ein Lebemann und nahm, wie Apollodoros schildert, Neaira regelmäßig zu seinen Ausschweifungen mit. Dabei soll er mit Neaira sogar öffentlich Geschlechtsverkehr gehabt haben, was im alten Griechenland ungewöhnlich und selbst in offen gesinnten Kreisen nicht statthaft war. In aller Ausführlichkeit wird ein Gelage im Spätsommer des Jahres 374 beim athenischen Strategen Chabrias geschildert, der gerade seinen Sieg bei den Pythischen Spielen feierte. Während des Festes soll Neaira sich bis zur Bewusstlosigkeit betrunken haben, so dass sich in ihrem trunkenen Zustand viele der Gäste und sogar Sklaven an ihr vergingen.
Irgendwann zwischen den Sommern der Jahre 373 und 372 v. Chr. packte Neaira ihre Habseligkeiten und verließ Phrynion. Es ist unklar, warum sie diesen Schritt tat; wahrscheinlich wurde sie von ihm schlecht behandelt. Neben ihren eigenen Besitztümern nahm sie wohl auch ein paar Gegenstände aus dem Besitz Phrynions mit. Ihr Ziel war Megara, wie Korinth ein Zentrum der Prostitution. Neaira hätte wohl ein gutes Auskommen gehabt, wenn nicht zu dieser Zeit der Boiotische Krieg ausgetragen worden wäre, der den Handel (und auch die Prostitution) zum Erliegen brachte, weil die Kundschaft der Stadt fernblieb. Neaira blieb zwei Jahre in der Stadt und bestritt in dieser Zeit mehr schlecht als recht ihren Lebensunterhalt als Prostituierte, wobei zu bedenken ist, dass sie nicht nur sich selbst zu versorgen hatte, sondern auch ihre beiden Sklavinnen Thratta und Kokkaline, die sie wohl schon erworben hatte, während sie mit Phrynion lebte.

### Leben mit Stephanos
Nach der Schlacht bei Leuktra, die die Machtverhältnisse in Griechenland zu Ungunsten der Spartaner und zu Gunsten der Thebaner verschob, kam der reiche Athener Stephanos nach Megara und blieb offenbar eine Weile in Neairas Haus. Hier begannen die beiden eine Affäre und verliebten sich allem Anschein nach ineinander. Möglich ist jedoch auch, dass Neaira zwar nicht verliebt war, aber die Sicherheit bei Stephanos dem unsicheren und unsteten Leben vorzog. Auch nach der Schlacht von Leuktra hatte sich ihre Situation in Megara nicht gebessert, daher kehrte sie mit Stephanos wieder nach Athen zurück. Sie glaubte wahrscheinlich, in Stephanos einen Beschützer zu haben, der ihr auch vor Phrynion Sicherheit bieten konnte.
Interessant ist, dass Apollodoros nun behauptete, Neaira habe beim Verlassen Megaras drei eigene Kinder mit nach Athen genommen: die beiden Söhne Proxenos und Ariston sowie eine Tochter namens Strybele, die im späteren Leben Phano genannt wurde. Apollodoros berichtet weiterhin, dass Phano mittlerweile auch Hetäre geworden war und als solche eine ernsthafte Konkurrentin für ihre Mutter darstellte. Angeblich musste Neaira nach der Rückkehr nach Athen sogar als Hetäre für den Lebensunterhalt des Stephanos sorgen. All diese Aussagen sind jedoch kaum haltbar, und Apollodoros bietet keine Beweise für diese Behauptungen.
Ein Problem war zunächst, dass Phrynion erwartungsgemäß, sobald er von der Anwesenheit Neairas in Athen erfuhr, diese mit Hilfe mehrerer Freunde aus Stephanos’ Haus verschleppte. Eine solche Handlungsweise bedeutete, dass er Rechte geltend machen wollte, die ein Herr seiner Sklavin gegenüber hatte. Doch ist es mehr als fragwürdig, dass Neaira in einem solchen Falle zurück nach Athen gegangen wäre. Stephanos brachte daraufhin eine Klage gegen Phrynion ein, und dieser wiederum antwortete mit einer Gegenklage. Somit musste der Status Neairas vor Gericht geklärt werden.
Zunächst konnte sie zu Stephanos zurückkehren, der mit zwei Freunden für sie bürgte; zu einer Verhandlung kam es jedoch nie. Beide Seiten einigten sich darauf, private Schlichter (diaitetai) zu konsultieren. Sie wählten jeder je einen Schlichter aus sowie einen dritten, der beiden genehm war. Ebenso vereinbarten sie, sich dem Schiedsspruch zu unterwerfen und keine weiteren rechtlichen Schritte zu unternehmen.
Das Ergebnis war, wie oft in solchen Schlichtungsverfahren, ein Kompromiss, mit dem sowohl Phrynion als auch Stephanos leben konnten, Neaira hatte ohnehin von vornherein keine Wahl. Es wurde festgestellt, dass sie keine Sklavin, sondern eine Freigelassene sei. Sie musste jedoch außer Kleidung, Schmuck und ihren selbst gekauften Sklavinnen alles zurückgeben, was sie aus dem Haushalt Phrynions mitgenommen hatte. Außerdem sollte sie beiden Männern zu gleichen Teilen zur sexuellen Verfügung stehen. Für ihren Lebensunterhalt musste jeweils der Mann aufkommen, bei dem sie gerade lebte. Wie lange diese Übereinkunft eingehalten wurde, ist unklar, weil Phrynion von da an nie wieder in den Quellen genannt wird.

### Affären um Phano
Mehr als zehn Jahre nach diesem Ereignis wurde Phano, von der Apollodoros später behaupten sollte, sie sei Neairas leibliche Tochter gewesen, zum ersten Mal verheiratet. Ihr Ehemann war ein Athener namens Phrastor. Doch verlief diese Ehe nicht glücklich, sie wurde nach etwa einem Jahr, als Phano gerade schwanger war, geschieden. Als Scheidungsgrund gab Phrastor an, er habe entdeckt, dass Phano nicht die Tochter des Stephanos und dessen erster Frau war, sondern die der Neaira. Ehen zwischen Athenern und Nichtathenern waren jedoch nicht gestattet. Der wahre Grund war aber wohl, dass Phano ihm seines Erachtens nicht genug Respekt entgegenbrachte und damit nicht das Ideal der athenischen Hausfrau verkörperte.
Was nun folgte, war ein verworrenes Spiel. Da Phrastor die Mitgift von 3000 Drachmen nicht herausgeben wollte, verklagte ihn Stephanos, woraufhin Phrastor eine Gegenklage einreichte, in der er Stephanos bezichtigte, ihm eine Nichtathenerin zur Frau gegeben zu haben. Weil die athenische Gerichtsbarkeit in den Händen von Laienrichtern lag und vor Gericht am Ende die Partei gewann, deren Rhetorik am überzeugendsten wirkte, bestand immer die Gefahr von eklatanten Fehlurteilen. Dieser Umstand veranlasste Stephanos, seine Klage zurückzuziehen, was ihm Phrastor kurz darauf gleichtat. Für Stephanos standen im Falle einer Niederlage nicht nur die 3000 Drachmen, sondern auch der Verlust seiner Bürger- und Ehrenrechte auf dem Spiel, wie auch Phano ihr Status als Bürgerin hätte aberkannt werden können.
Kurz nach dieser Episode wurde Phrastor ernsthaft krank. Trotz allem, was vorgefallen war, pflegten ihn Phano und Neaira, wohl nicht ohne Hintergedanken. Während seiner Krankheit erkannte Phrastor in seinem Testament Phanos Sohn – der ja auch sein Nachkomme war – als legitimes Kind und rechtmäßigen Erben an.
In den mittleren oder späten 350er Jahren führte eine neue Affäre Stephanos ein weiteres Mal vor Gericht. Er ertappte einen Gast der Familie – Epainetos von Andros, der angeblich ein früherer Kunde der Neaira war – beim Geschlechtsverkehr mit Phano. Als kyrios, als Hausvorstand und Schutzherr aller in seinem Haushalt lebenden Personen, hatte Stephanos das Recht, Epainetos zu bestrafen, ihn sogar zu töten. Doch forderte er nur 3000 Drachmen Schadensersatz, und Epainetos war klug genug, darauf einzugehen, wofür er zwei Bürgen bestellte. Kaum wieder in Freiheit, verklagte der Ertappte seinerseits Stephanos wegen angeblich ungerechtfertigter Gefangennahme. Weiterhin behauptete er, selbst kein moichos (Ehebrecher) zu sein. Zudem sei Phano eine Prostituierte und Stephanos’ Haus ein Bordell. Alles sei nur ein Komplott gewesen, um Geld von ihm zu erpressen, und auch Neaira habe von dem Vorhaben gewusst. Eigentlich wären alle diese Aussagen zu entkräften gewesen, da Epainetos kaum Zeugen gefunden hätte, die vor Gericht zu Ungunsten Phanos ausgesagt hätten. Dennoch hätten die Richter womöglich unterstellt, dass ein Mädchen, das im Haus der berüchtigten Neaira aufwuchs, gleichfalls eine Hetäre sei.
Erneut verzichtete Stephanos auf sein Recht und damit auf die 3000 Drachmen. Selbst, wenn er Recht bekommen hätte, wäre die Affäre vor einem Gericht gelandet, wo sich die Promiskuität Phanos nicht hätte verheimlichen lassen – die Chancen für eine erneute respektable Verehelichung der jungen Frau wären beträchtlich gesunken. In einem Schlichtungsverfahren wurde Stephanos immerhin ein Betrag von 1000 Drachmen zuerkannt. Eine kurz darauf geschlossene zweite Ehe Phanos war zwar tatsächlich überaus prestigeträchtig, verlief aber schließlich wiederum nicht glücklich.

### Der Prozess

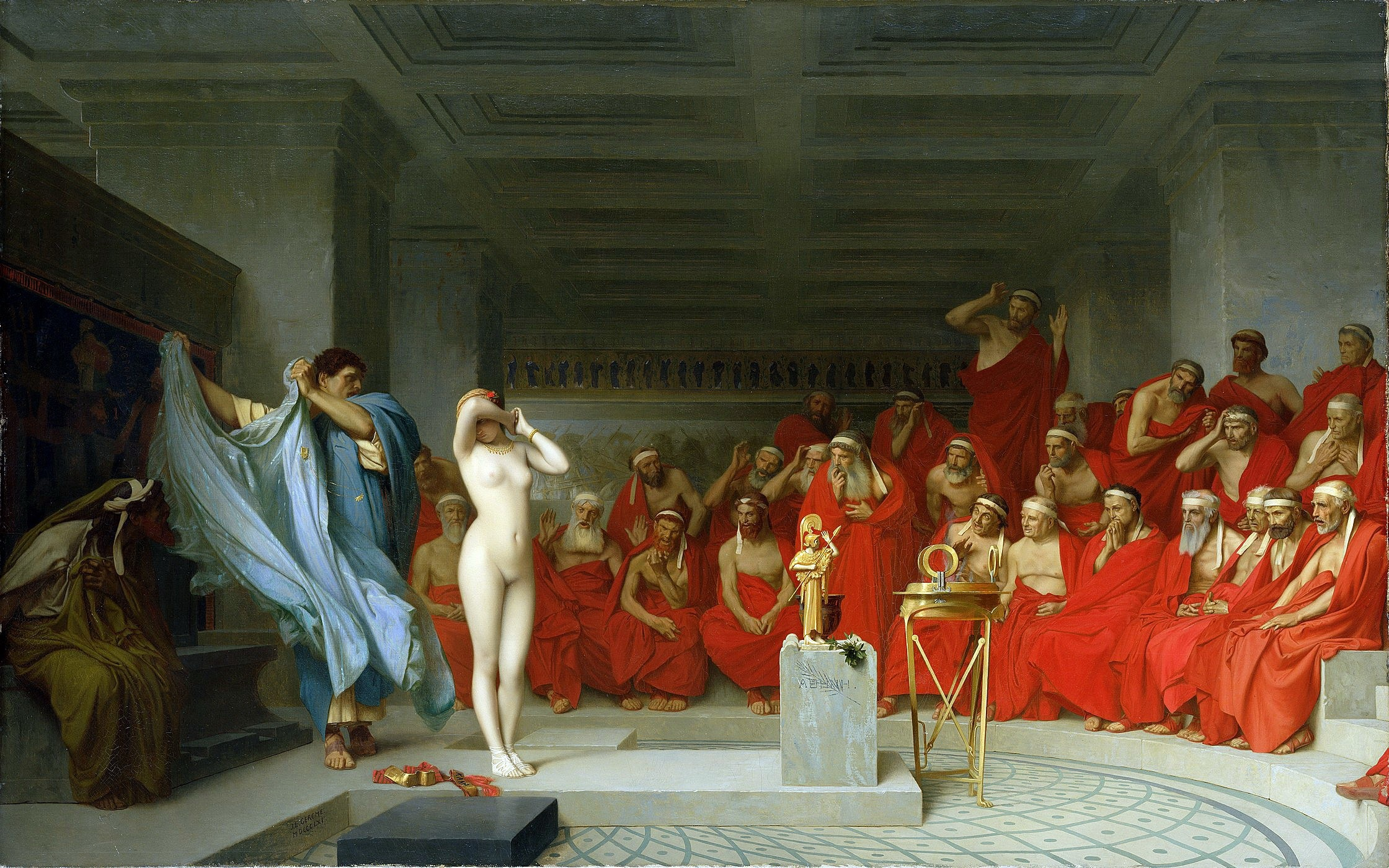
Jean-Léon Gérôme: „Phryne vor dem Areopag“, 1861, Hamburger Kunsthalle – fiktive Darstellung eines Prozesses um eine Hetäre (Phryne) vor einem Athener Gericht

Nicht nur familiäre Probleme beschäftigten Stephanos: Er war auch ein politisch aktiver Mensch und als solcher oftmals in Prozesse verwickelt. Zu einem seiner wichtigsten Gegenspieler entwickelte sich der schon mehrfach erwähnte Apollodoros, der zu den reichsten Athenern seiner Zeit gehörte. Stephanos hatte diesem bei mehreren Gerichtsverhandlungen gegenübergestanden und ihm auch schmerzhafte Niederlagen zugefügt.
Zwischen 343 und 340 v. Chr. brachte Theomnestes als Stellvertreter für Apollodoros eine Klage wegen angemaßten Bürgerrechts (xenias graphe) gegen Neaira ein, die Stephanos treffen sollte. Laut dieser Anklage war Neaira zu Unrecht mit Stephanos verheiratet, und ihre Kinder wurden widerrechtlich als Athener Bürger ausgegeben. Die meiste Zeit über führte Apollodoros das Wort der Anklage und versuchte, Neaira einen großangelegten Betrug nachzuweisen. Von Beginn an wurde offen erwähnt, dass es nur um die Rache an Stephanos ging. Dabei wurde eine Klage gegen eine dritte, unbeteiligte Person wie Neaira in der Athener Gesellschaft als legitim angesehen.
Apollodoros legte ausführlich die Lebensgeschichte der Neaira dar und schilderte, wo er nur konnte, ihre angebliche Verderbtheit. Ebenso versuchte er mit heute zum Teil abenteuerlich anmutenden Argumenten zu beweisen, dass alle Kinder des Stephanos Kinder der Neaira waren. Stephanos habe gegen Gesetze verstoßen, die Ehen mit Nicht-Athenerinnen und ehemaligen Prostituierten untersagten. Auch die Beweise, die Apollodoros für eine Ehe vorbrachte – die sich kaum vom Konkubinat unterschied und vor allem an der Stellung gemeinsamer Kinder zu erkennen war – sind nicht sehr stichhaltig.
Doch ist heute nur noch die Anklagerede und nicht das Ergebnis des Prozesses bekannt. Die erhaltenen Quellen berichten nichts vom weiteren Schicksal der wichtigsten Beteiligten. Neaira durfte, entsprechend den Gepflogenheiten der athenischen Männergesellschaft, nicht einmal als Zuschauerin am Prozess teilnehmen, obwohl ihre Niederlage die erneute Versklavung nach sich gezogen hätte. Darüber hinaus wäre in diesem Fall der rechtliche Status der Kinder äußerst unsicher geworden, und Stephanos hätte auf sein Vermögen sowie seine Bürger- und Ehrenrechte verzichten müssen.

## Rezeption

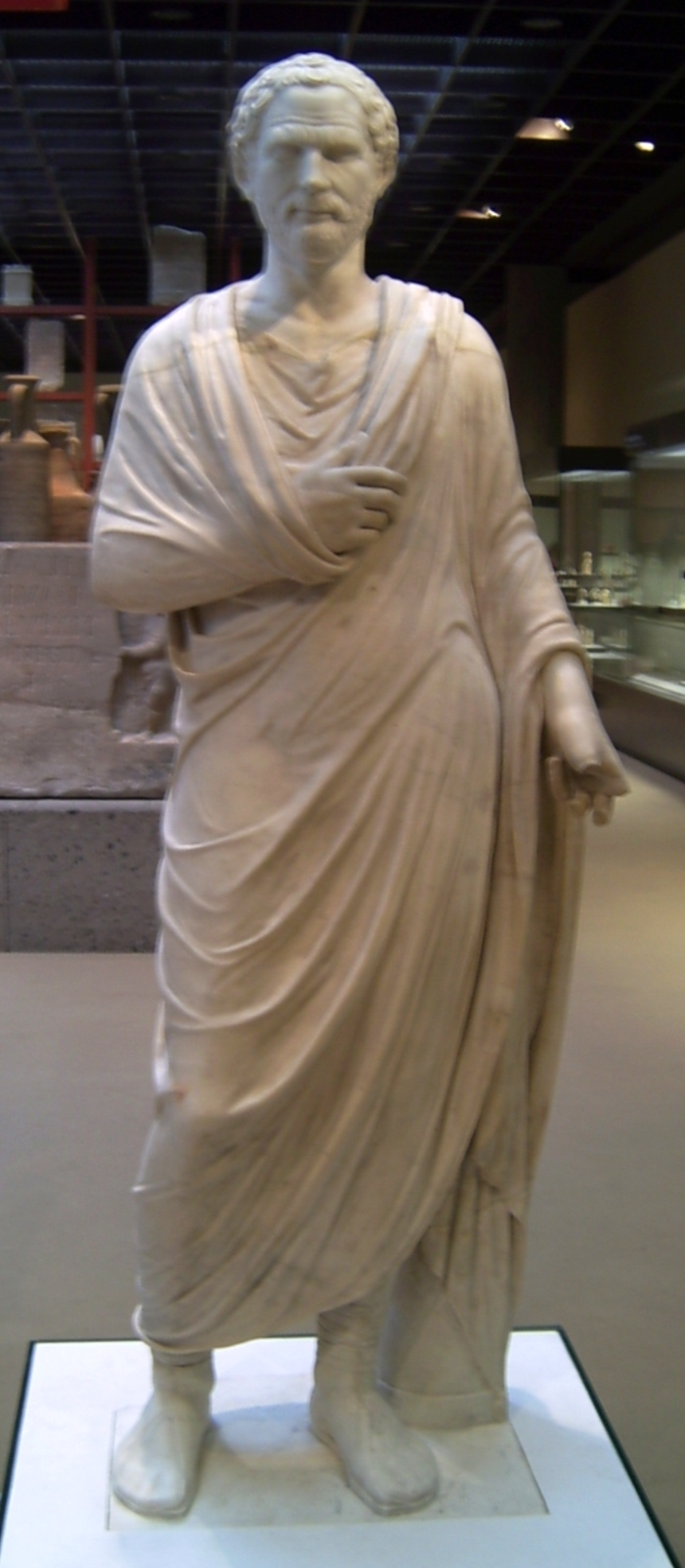
Eine vor 1818 zu Demosthenes umgearbeitete antike römische Skulptur, heute im Römisch-Germanischen Museum in Köln

Obwohl zu keiner anderen Prostituierten des Altertums so umfangreiche Informationen überliefert sind, ist Neaira in unserem heutigen Bewusstsein weniger präsent als beispielsweise Lais, Thaïs oder Phryne. Die Anklageschrift gegen Neaira bietet den Historikern eine Schlüsselquelle zur Kultur-, Familien- und Ehegeschichte Athens sowie zur Prostitution und zum Hetärenwesen im antiken Griechenland. Überliefert wurde die Anklage, die Theomnestes und Apollodoros vor Gericht gehalten hatten, in einer Sammlung von Reden des Demosthenes, dem Apollodoros politisch nahestand. Heute gilt jedoch als gesichert, dass diese Rede zu den pseudo-demosthenischen Reden gehört und fälschlicherweise unter seinem Namen überliefert wurde.
Die tatsächliche Persönlichkeit der Hetäre ist aus den Quellen schwerlich zu rekonstruieren, Neaira fungierte während der Prozesse als Spielball verschiedener Interessen und tritt selbst in den Hintergrund. Keiner der Autoren – am allerwenigsten Apollodoros – ist ernsthaft an einer Charakterisierung einer Frau von „zweifelhaftem Ruf“ interessiert. Wenn einmal etwas Vergleichbares erfolgt, dann nur, um die Anklage zu unterstützen, nicht jedoch zum Zwecke einer objektiven Darstellung. Somit kennen wir zwar viele Einzelheiten aus verschiedenen Abschnitten ihres Lebens, über ihre eigenen Wünsche, Sorgen und Nöte, geschweige denn ihren Charakter im Ganzen können wir jedoch nichts Sicheres sagen und bleiben auf Vermutungen angewiesen.
Gerade in den letzten Jahren wurden die Rede und das Leben der Neaira immer öfter Gegenstand von Spezialuntersuchungen. Debra Hamel schrieb 2004 eine Monografie zu ihrer Person, die ebenso wie die Rede selbst von Kai Brodersen ins Deutsche übersetzt wurde. Trotz der neuesten Untersuchungen finden sich auch heute noch Historiker und Historikerinnen, die die Anklageschrift des Apollodoros für bare Münze nehmen und in der wissenschaftlichen Literatur die leicht zu widerlegenden Behauptungen des Anklägers weitertragen. So behauptet beispielsweise noch Sarah B. Pomeroy in ihrem 1975 veröffentlichten Buch Goddesses, Whores, Wives and Slaves. Women in Classical Antiquity, dass Phano Tochter der Neaira war und sie allein und als Hetäre drei Kinder aufgezogen hätte.
Bildnisse Neairas, auch spätere Phantasieprodukte, sind aus der Antike nicht überliefert.
Die deutsche Melodic-Death-Metal-Band Neaera ist nach Neaira benannt.

## Ausgaben, Übersetzungen, Kommentare
- William Rennie: Against Neaera. (= Oxford Classical Texts), Clarendon Press, Oxford 1931.
- Christopher Carey: Apollodoros against Neaira [Demosthenes 59]. Aris & Phillips, Warminster 1992, ISBN 0-85668-525-9.
- Konstantinos Kapparis: Apollodoros „Against Neaira“ [D. 59]. Walter de Gruyter, Berlin und New York 1999, ISBN 3-11-016390-X.
- Kai Brodersen: Antiphon, Gegen die Stiefmutter, und Apollodoros, Gegen Neaira (Demosthenes 59). Frauen vor Gericht. (= Texte zur Forschung. Band 84). Wissenschaftliche Buchgesellschaft, Darmstadt 2004, ISBN 3-534-17997-8.